# 塞爾維亞國際廣播電台
塞尔维亚国际广播电台是塞尔维亚共和国的国家对外广播电台，于1936年3月8日设立。是塞尔维亚唯一的用12种语言即英语、法语、德语、俄语、西班牙语、阿拉伯语、阿尔巴尼亚语、希腊语、意大利语、匈牙利语、中文和塞尔维亚语向世界各地区用短波广播节目的广播电台。2015年7月31日，该台停止短波节目。

## 历史
- 1936年3月8日，塞尔维亚国际广播电台成立。
- 1941年11月，在贝尔格莱德在第二次世界大战中被侵占的时候开办了自由南斯拉夫廣播電台，到1945年为止它从乌拉尔河边乌法市广播了。
- 1945年来对外国的节目在贝尔格莱德广播电台内广播了，在南斯拉夫人民联邦共和国的决定之下开办了“南斯拉夫广播电台“，到1954年1月为止它在这个情况下广播了，此后贝尔格莱德广播电台再承担了对外国的广播。关于建立信息劳动组织即南斯拉夫广播电台的决定于1977年1月26号被通过，该电台作为特别机构于1978年2月2号开始了广播。
- 1946年，电台与社会主义国家的官方国际广播电台一样，更名为“贝尔格莱德广播电台”。
- 1980年，电台更名为“南斯拉夫广播电台”。
- 2000年10月5日，民主变动之后的塞尔维亚广播电台以达成高的专业标准的追求为方针就重归了正常工作。
- 2006年，塞黑解体后，更名为“塞尔维亚国际广播电台”。
- 2007年，修建比耶利纳短波中心的强大广播站，开始了用卫星的广播以及创造了新的网站。鉴于此，塞尔维亚国际广播电台能恢复“我们不听到的那个地方一定是世界终点“的标语。
- 2007年11月，开通官方网站。

## 华语广播时间和频率
（UTC+8）01:30-01:45 9635kHz（对欧洲广播，亚太地区接收极为困难，2015年7月31日停播）